# Gymnopleurus virens
Gymnopleurus virens es una especie de escarabajo del género Gymnopleurus, familia Scarabaeidae. Fue descrita científicamente por Erichson en 1843.
Se distribuye por la ecozona afrotropical. Habita en República de Guinea, Angola, República Democrática del Congo, Etiopía, Mozambique, Namibia y República de Sudáfrica (Transvaal, KwaZulu).

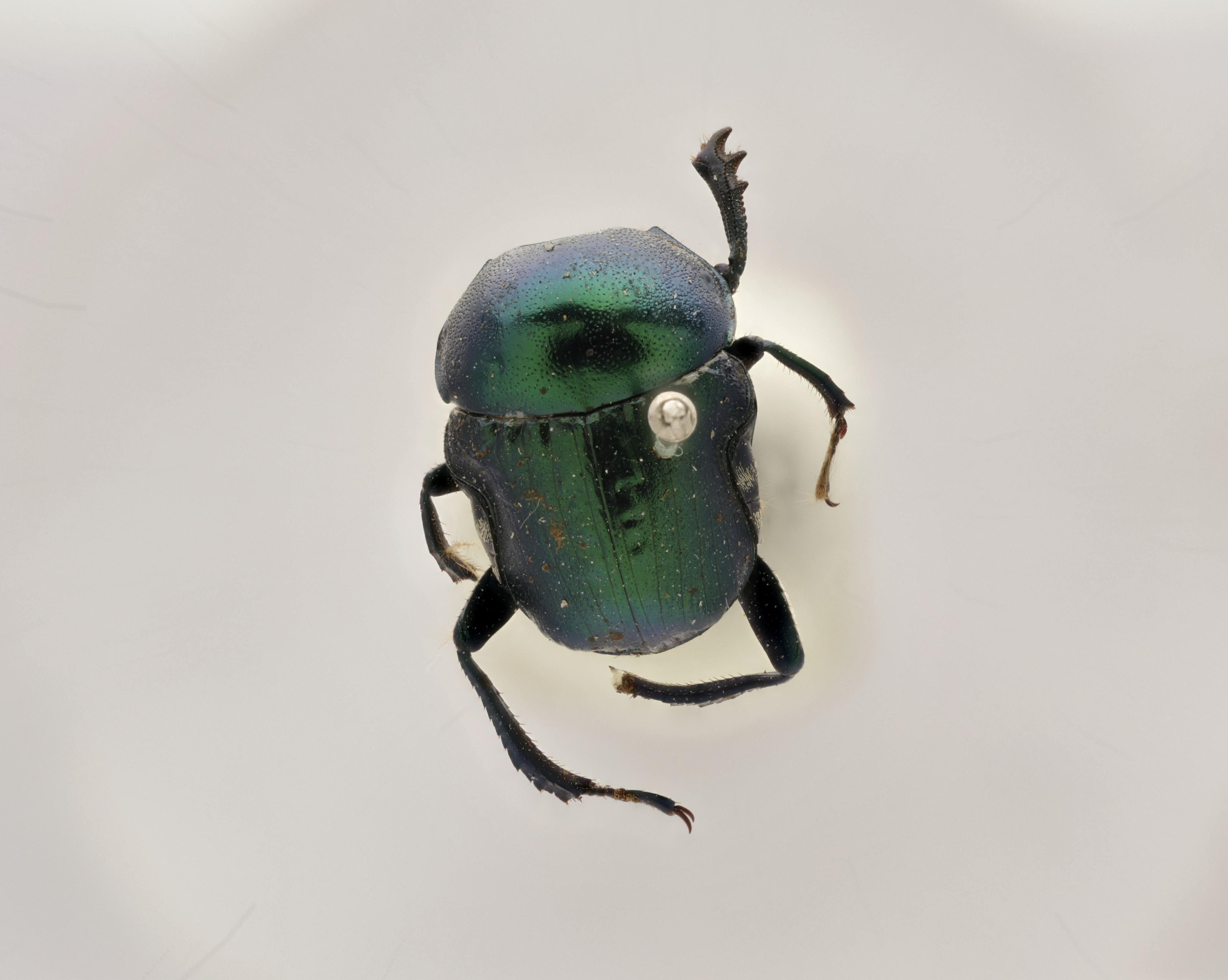
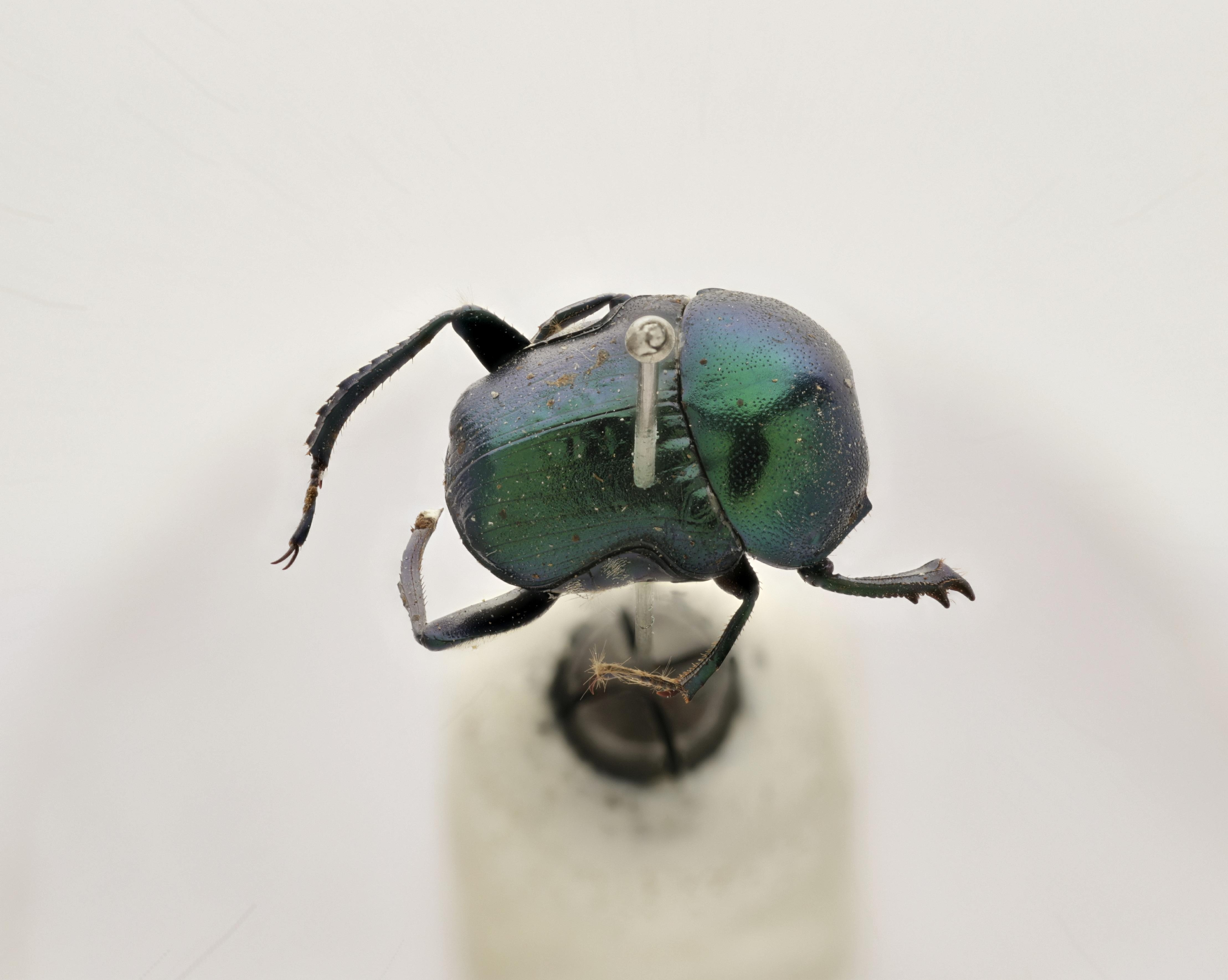
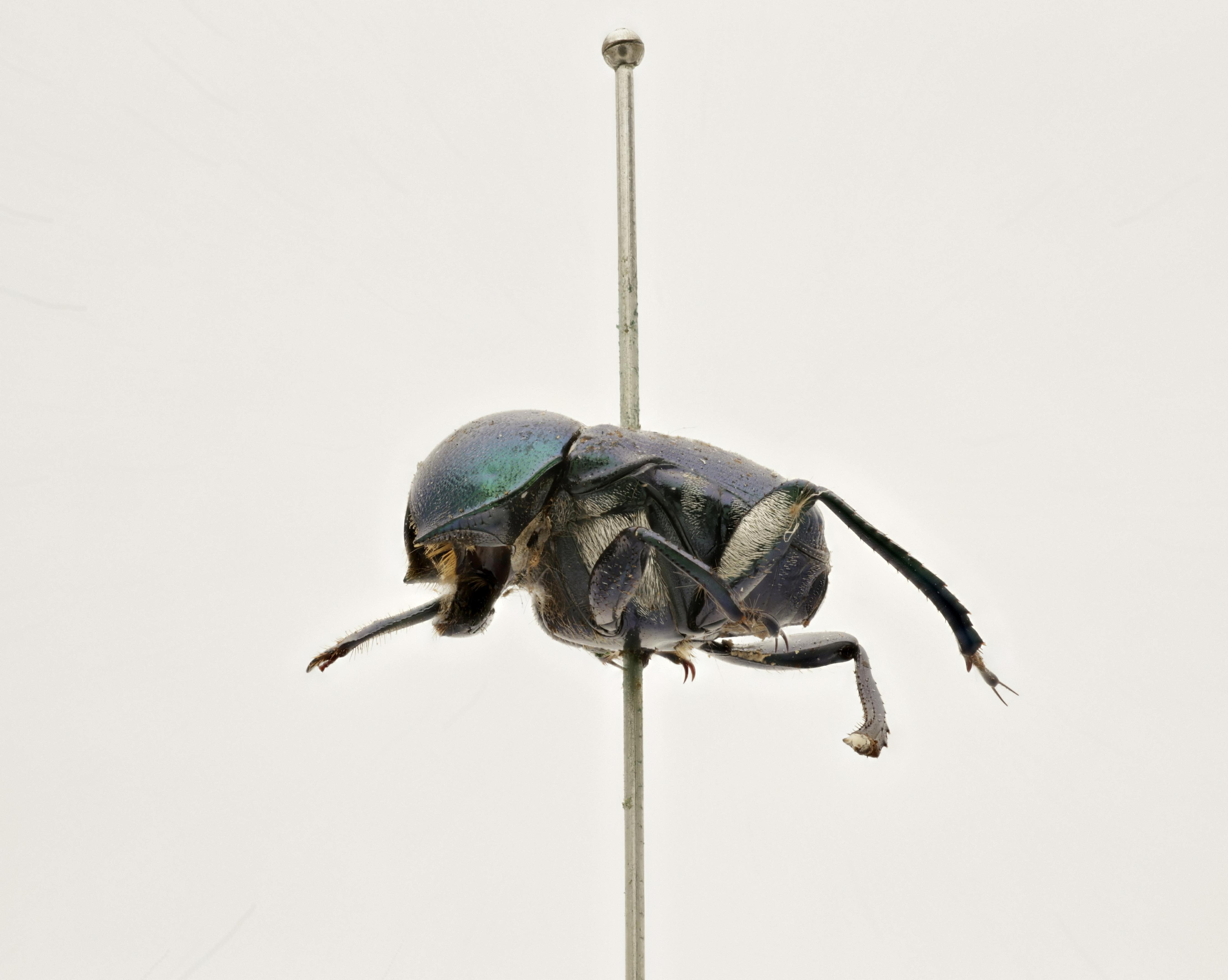
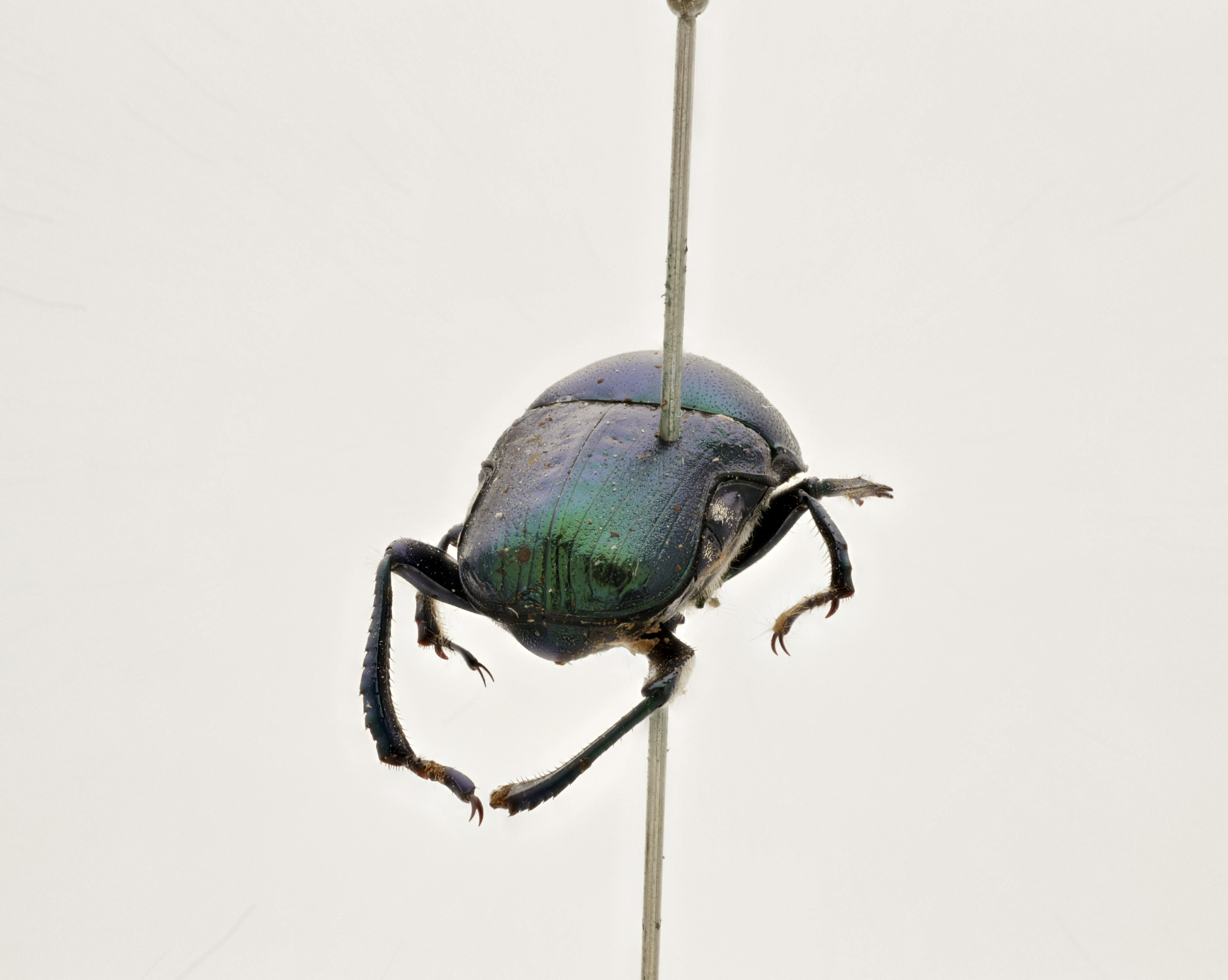